# Gare centrale de Worms
La gare centrale de Worms (en allemand Worms Hauptbahnhof,  jusqu'en 1949 uniquement Worms) est, avec la station et l'ancienne Bahnhof Worms-Pfeddersheim, l'une des deux gares de passagers opérationnelles dans la région de la ville de Worms. La gare est gérée par la direction de la gare centrale de Mayence.
La gare est en même temps importante dans sa deuxième fonction en tant que passage souterrain piéton entre le centre-ville (est) et les quartiers (ouest).

## Histoire

### Origine
En 1836, il y avait des plans français et bavarois pour construire une ligne de chemin de fer sur la rive gauche du Rhin de Bâle via Strasbourg et Mayence à Cologne. Deux ans plus tard, le plan est rejeté par les grands-duchés de Bade, de Hesse et du royaume de Prusse pour des raisons économiques et militaires. Au lieu de cela, on construisait une trace sur la rive droite, le Riedbahn.
En 1844, les citoyens de Mayence et de Worms prirent l'initiative et fondèrent une entreprise qui devait construire une ligne de chemin de fer entre Mayence et Worms. L'entreprise a ensuite reçu le nom de chemin de fer Louis de Hesse (de) (HLB). Les années de disette 1846-1847, la révolution de 1848/49 et les efforts des investisseurs privés pour relier la ligne de chemin de fer avec le Palatinat (Bavière) et donc aussi avec l'Alsace et la Lorraine ont entraîné des retards dans la construction. Ce n'est que le 29 août 1852 qu'un traité d'État (allemand : Staatsvertrag) entre le grand-duché de Hesse, qui prévoyait que la Société des chemins de fer Louis du Palatinat (de) poursuivrait la construction jusqu'à Ludwigshafen am Rhein, fut présenté.

### Première Gare

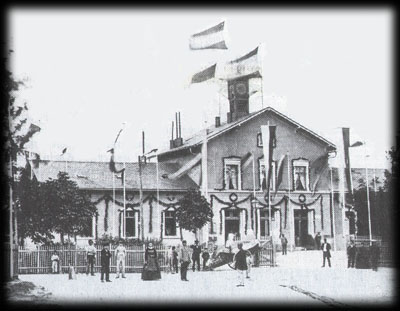
Première Gare de Worms.

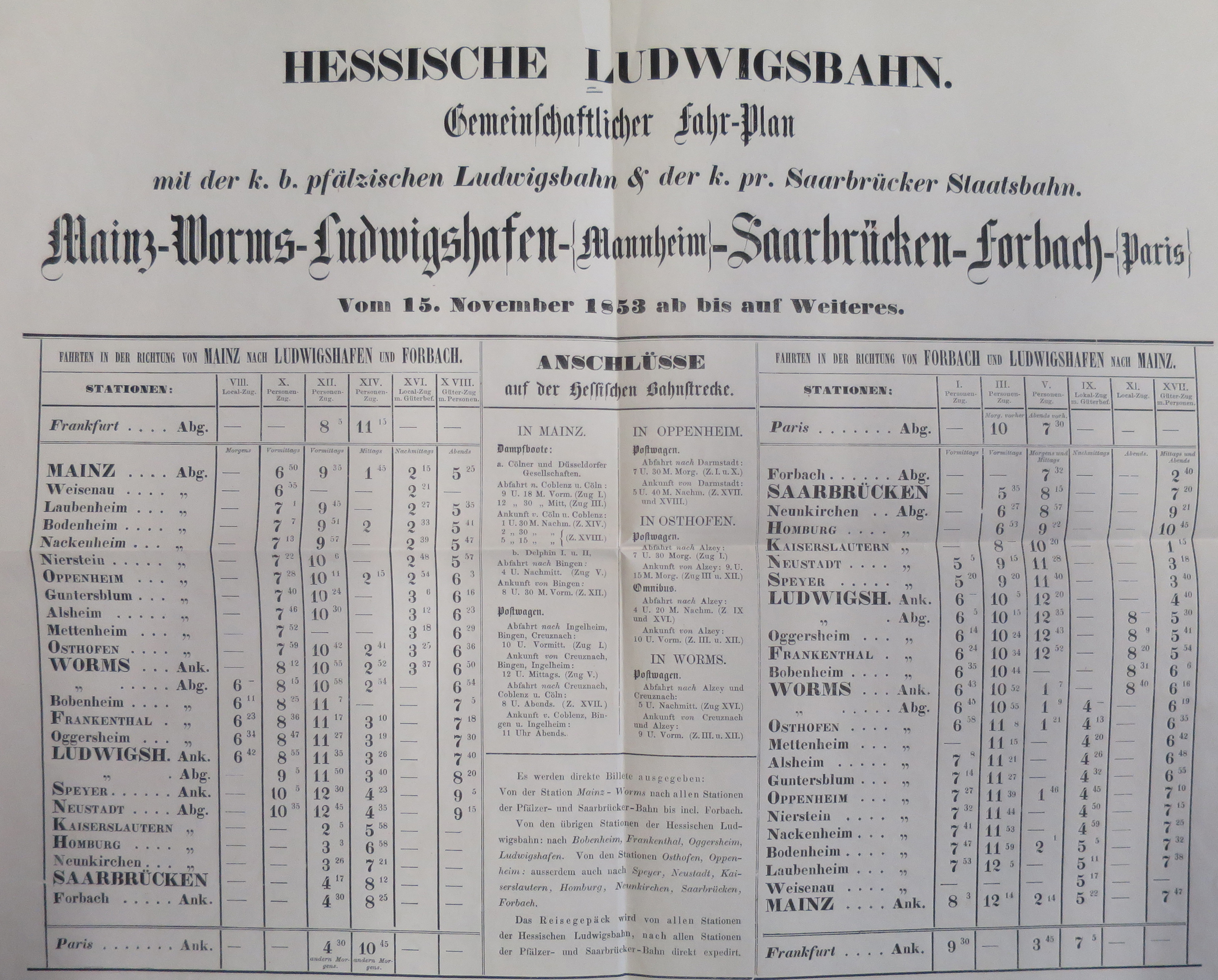
Premier horaire affiché après l'ouverture de la frontière entre Mayence et Worms le 15 11 1853.

L'emplacement de la station a été discuté à Worms pendant six ans au total. Le 21 août 1852, le Hessische Ludwigsbahn a gagné avec son emplacement actuel. Le 24 août 1853, la ligne de chemin de fer de Mayence à Worms a été ouverte et trois mois plus tard, le 15 novembre, la connexion à Ludwigshafen dans le Palatinat.
Les gens de Worms peuvent désormais se déplacer en train sur la rive gauche du Rhin sans avoir à changer. Les destinations de voyage sur la rive droite du Rhin, telles que Francfort-sur-le-Main via Mayence-Kastel ou la capitale de l'État de Darmstadt, n'étaient initialement possibles qu'en train après avoir traversé le Rhin à Mayence par un ferry. Ce n'est qu'en 1861 que le pont sud de Mayence fut la première ligne ferroviaire à franchir le Rhin au grand-duché de Hesse. En direction du sud, les habitants de Worms pouvaient voyager via le chemin de fer Pfälzische Ludwigsbahn jusqu'à Ludwigshafen et de là via Sarrebruck et Forbach jusqu'en France. Pour se rendre à Mannheim, il fallait d'abord traverser le Rhin par un bac. Un pont entre Ludwigshafen et Mannheim n'existe que depuis 1867. En partant de Mannheim, les voyageurs pouvaient voyager plus au sud sur les chemins de fer du grand-duché de Baden.
Après une première sous-estimation du volume du trafic de marchandises, des rampes de chargement, un hangar à marchandises et une gare de triage ont été ajoutés à la gare de Worms dans les années suivantes. Betteraves sucrières, céréales, charbon et autres étaient désormais livrés aux usines, moulins et ports de Worms depuis le sud de la Hesse et toute la Hesse rhénane. Le chemin de fer de Worms a donné une poussée de croissance à l'industrie et à la population locales : en 1849, Worms n'avait que 89 ouvriers dans des usines sans chemin de fer, en 1858, après le raccordement au chemin de fer, il y en avait plus de 2000.
Après que le chemin de fer se soit avéré être un grand succès, le réseau ferroviaire était étendu : dans les années 1860, la ligne des Nibelungen (de) à Bensheim et la ligne de la Hesse rhénane (de) à Bingen am Rhein ont été construits.

### Gare de Rosengarten
La ligne des Nibelungen (de) de Bensheim et le Riedbahn (de) de Darmstadt, en revanche, se terminaient sur la rive droite du Rhin, en face de la ville de Worms à la gare de Rosengarten (de), car il n'y avait pas encore un pont sur le Rhin. Entre Rosengarten et Worms il y avait un pont flottant.

### Deuxième gare

Bâtiment d'accueil de 1871, côté rue.

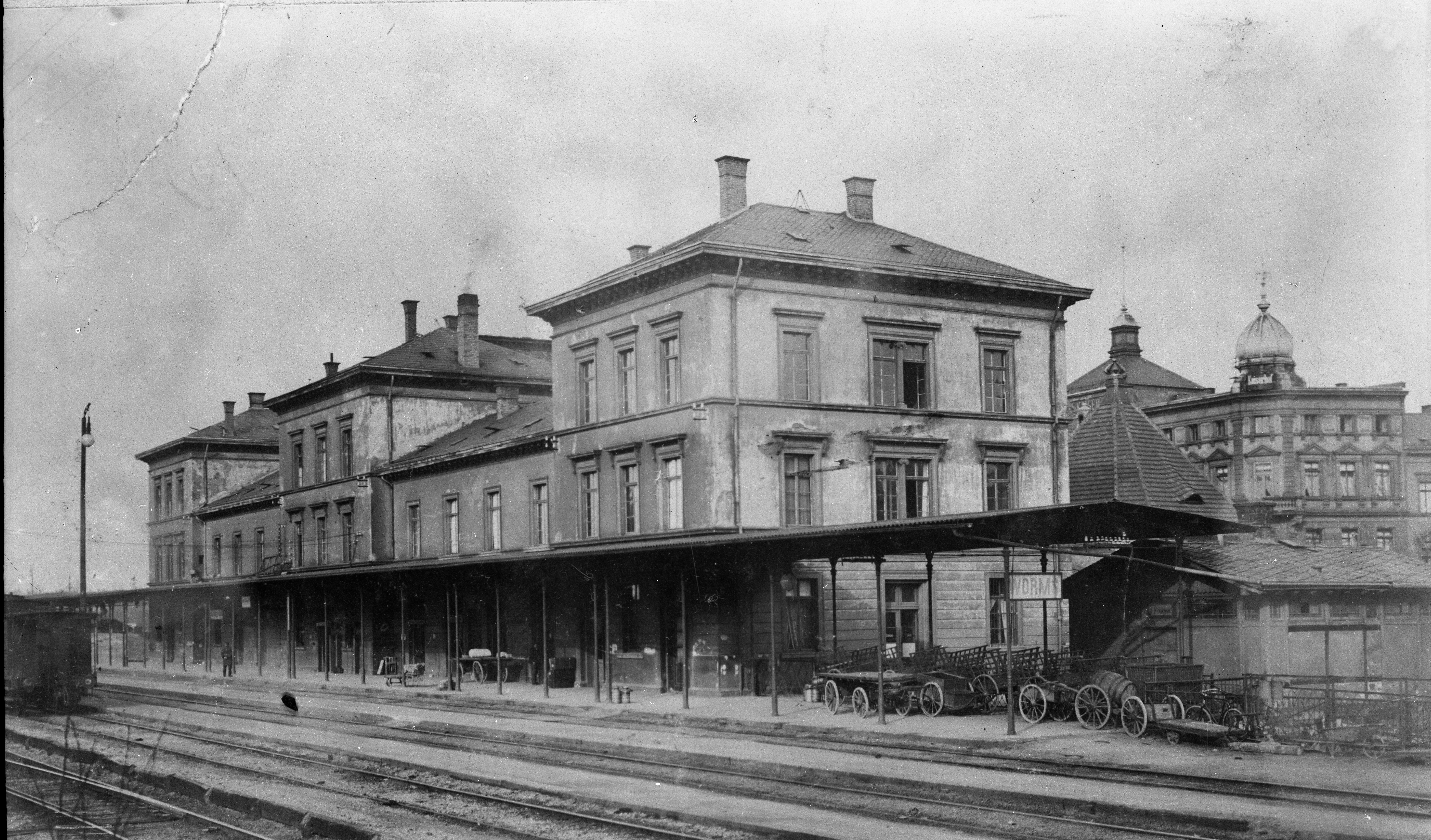
Bâtiment d'accueil de 1871, côté piste, 1903 ou 1904. Juste derrière et à côté du bâtiment d'accueil se trouve la toiture du pavillon princier du bâtiment successeur.

La fréquence du trafic en 1872/73 était d'au moins 56 trains et 2 000 voyageurs par jour. La capacité de l'ancien bâtiment d'accueil n'était plus suffisante. En 1871 on l'a grandi dans le style de l'Historicisme. Une salle d'entrée vitrée menait aux salles d'attente divisées en trois classes et dans une chambre princière. Il y avait aussi des logements pour la nuit pour les conducteurs, des salles de réunion et des chambres pour l'administration ferroviaire locale. Le fait d'avoir choisi la solution économique (ne pas démolir l'ancien bâtiment d'accueil mais de l'utiliser à nouveau) a conduit à une situation étrange en termes d'urbanisme : L'entrée centrale n'est visible ni de la rue Kaiser Wilhelm (aujourd'hui: Wilhelm-Leuschner-Straße (de)) ni de la Siegfriedstraße (de), des rues qui mènent à la gare.
Pour le trafic marchandises, il y avait une rampe de chargement avec une plaque tournante le long de la Friedhofstrasse (aujourd'hui Bahnhofstrasse), un passage à niveau pour une voie qui menait à la Liebenauer Strasse, à la Güterhallenstrasse et à la gare de marchandises, un hangar à machines avec un atelier, un entrepôt, un pont transbordeur et un usine à gaz. Le hangar à machines a été remplacé en 1900 après la nationalisation des chemins de fer hesse-prussiens par le dépôt ferroviaire à la Bensheimer Strasse à Worms. Il y avait aussi un bureau de machines (allemand : Maschinenamt) à Worms, qui a été dissous en 1944 - en raison de la guerre.
Avec la construction de nouvelles lignes ferroviaires et l'augmentation du trafic, la gare de Worms a de nouveau atteint sa limite de capacité. Il n'y avait que trois quais entassés entre la Bahnhofstrasse et la halle aux marchandises. Les voies du troisième quai étaient souvent bloquées par des manœuvres et des trains de marchandises stationnés. Des appels de la population réclamaient un nouvel agrandissement de la station. La proposition faite par le HLB en 1889 fut rejetée par la ville comme insuffisante. A cette époque, 83 trains de voyageurs et 25 trains de marchandises empruntaient quotidiennement la gare. Il y avait aussi des déplacements vers les embranchements particuliers de l'industrie locale.

### Troisième gare

#### Bâtiment neuf

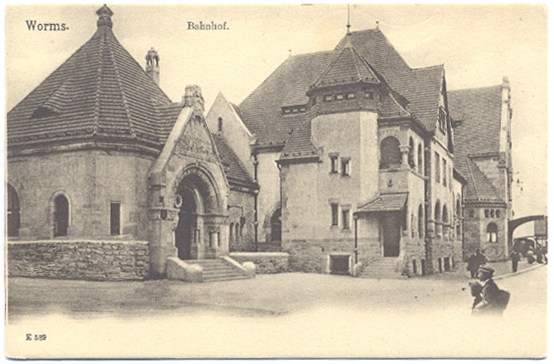
Gare centrale de Worms avec le pavillon princier (à gauche) et le bâtiment principal (à droite) en 1910.

A la fin du XIXe siècle, l'installation était à nouveau trop petite en raison de l'augmentation du trafic. En 1890, le conseil municipal de Worms demande que la gare soit reconstruite ou une nouvelle construction. Il a justifié sa demande par l'augmentation du nombre de passagers et par l'ancien bâtiment d'accueil, trop petit et plus au goût du jour. HLB a hésité à investir. Après diverses suggestions du HLB, qui, du point de vue de la ville, étaient insuffisantes ou perçues comme désavantageuses pour d'autres raisons, une solution s'est montrée au tournant de l'année 1894/95 : le grand-duché de Hesse et le HLB ont conclu un contrat pour le pont sur le Rhin de Worms (de), le premier pont ferroviaire à cet endroit. Cela signifiait que tout le trafic qui s'était auparavant terminé à la gare de Rosengarten (de) de l'autre côté du Rhin était acheminé vers la gare centrale de Worms. Selon la situation à l'époque, cela aurait augmenté la fréquence du trafic d'environ 15 paires de trains de voyageurs par jour. La nouvelle construction de la gare s'imposait donc. Pour la rénovation de la gare 5 990 000 marks ont été mis à disposition.
Des discussions animées ont eu lieu sur l'emplacement du nouveau bâtiment d'accueil. La societé des chemins de fer a plaidé pour un nouveau bâtiment de gare près de la Gaustrasse et du tunnel de Neuhausen. Finalement, la décision a été prise de construire une nouvelle gare à l'ancien emplacement : le nouveau bâtiment d'entrée a été construit sur le parvis de la gare de l'ancienne gare. En 1895, le HLB a présenté un plan qui a finalement trouvé l'approbation des personnes concernées et qui a finalement été mis en œuvre. Il contenait les éléments essentiels dont la gare est encore présentée aujourd'hui. Dans un premier temps, la plupart des voies ont été converties et le dépôt existant a été reconstruit.
En 1901, Worms recevait également son propre atelier télégraphique. Il était responsable de 131 kilomètres de voie, notamment pour : Worms via Monsheim jusqu'à Monsheim-Grenze et la Hohensülzen-Grenze, jusqu'au Palatinat bavarois ; Worms via Guntersblum ; Worms via gare de Biblis ; Worms via Lampertheim (de) ; Worms via Worms-Grenze (de) (jusqu'au Palatinat bavarois) ; Biblis vers Mannheim Hbf (exclusivement) et bifurcation à Waldhof vers Mannheim Neckarbahnhof (partie sud de la Riedbahn) ; ligne Osthofen-Rheindürkheim-Guntersblum (de). La construction du nouveau bâtiment d'entrée - entre-temps, le HLB avait été transféré à la communauté ferroviaire prussienne-hessoise (de) - était à la fin des travaux de construction et ne commença qu'en octobre 1901. Le nouveau bâtiment d'accueil est finalement inauguré le 31 mars 1904.
La nouvelle gare de Worms comptait dix voies, dont la moitié était des voies de passage entre Ludwigshafen et Kaiserslautern au sud et Mayence et Francfort vers le nord. Parallèlement au nouveau bâtiment d'entrée, un nouveau bâtiment pour la poste ferroviaire est construit au sud de celui-ci. Mais ce n'était pas la fin des travaux de construction, car le trafic a continué de croître pendant que la construction se poursuivait. Ainsi, la direction de chemin de fer décidait en 1906 de racheter l'entreprise Maschinenfabrik Schütz à l'ouest de la gare - affaire très coûteuse qui avait donc été évitée jusqu'alors - et d'utiliser cette zone pour agrandir la gare. Ces mesures de construction supplémentaires ont duré jusqu'en 1908.

#### Poursuite du développement
En 1894, le franchissement du Rhin par un pont entre le grand-duché de Hesse et la Hessische Ludwigsbahn et l'agrandissement de la gare de Worms sont fixés contractuellement et l’État accordait une aide financière.
Fin 1900, le pont sur le Rhin de Worms (de) a été mis en service et tout le trafic qui s'arrêtait auparavant à la gare de Rosengarten a été dirigé vers la gare centrale de Worms. Cela a augmenté la fréquence du trafic d'environ 18 paires de trains par jour. En conséquence, la gare de Worms était la gare du réseau de la Hessische Ludwigsbahn (et plus tard de la Preußisch-Hessischen Eisenbahngemeinschaft) où le volume de trafic a augmenté le plus : entre 1897 et 1906, le nombre de billets vendus ici a augmenté de 149%
En 1898, la gare était équipée de cantonnements téléphoniques, qui allaient initialement à Mayence, Worms-Hafen et Pfiffligheim (sur la ligne Worms-Bingen (de)). C'était aussi en 1898, en juillet, que la ligne télégraphique longue distance du chemin de fer de Francfort à Strasbourg est mise en service, connue sous le nom de « ligne téléphonique n ° 1a », et la gare centrale de Worms y est reliée :
| Gare                                                                                  | Signe d'appel | Jour de mise en service |
| ------------------------------------------------------------------------------------- | ------------- | ----------------------- |
| Strasbourg                                                                            | Str           | 1899                    |
| Lauterbourg                                                                           | Lt            | 23 juillet 1898         |
| Ludwigshafen (de)                                                                     | Lu            | 23 juillet 1898         |
| Worms                                                                                 | Ws            | 23 juillet 1898         |
| Bodenheim                                                                             | Bo            | 23 juillet 1898         |
| Mayence                                                                               | Mz            | 23 juillet 1898         |
| Direction des chemins de fer royaux prussiens et grand-ducaux hessois de Mayence (de) | Wd            | 23 juillet 1898         |
| Francfort-sur-le-Main                                                                 | Frt           | 23 juillet 1898         |

Avec l'ouverture du pont sur le Rhin, l'abandon de la gare de Rosengarten et le déplacement des trains qui y circulaient auparavant vers Worms, la gare de Worms est rebaptisée Worms Hauptbahnhof le 1er décembre 1900. À Worms, le chemin de fer était un facteur économique important. Entre les périodes d'horaires 1896/97 et 1906/07, le nombre de trains de marchandises réguliers traités chaque semaine dans la gare est passé de 39 à 79, avec 39 trains de marchandises supplémentaires arrivant en 1906/07. À noter toutefois qu'après l'ouverture du pont sur le Rhin, tout le trafic qui était auparavant traité à la gare de Rosengarten a été transféré à la gare centrale de Worms. Le 10 février 1914, « quand l'obscurité est tombée », de nouveaux « signaux avancés à double feu » sont mis en service, qui correspondent au modèle de signal sémaphore encore utilisé aujourd'hui. Ainsi toutes les entrées de la gare dans toutes les directions sont sécurisées.
En 1914 il y avait 3 176 salariés travaillant dans les installations ferroviaires de Worms : trois ingénieurs de production, 13 employé d'administration, 1 406 fonctionnaires, 755 ouvriers d'entretien ferroviaire, 633 aides du service inférieur et 366 ouvriers de production. Cela n'inclut pas les employés des entreprises ferroviaires privées qui exploitaient les lignes ferroviaires vers Westhofen et Offstein, ainsi que les fonctionnaires des Chemins de fer royaux bavarois qui exploitaient le trafic en direction de Kaiserslautern et Ludwigshafen.
Pendant la période d'exploitation gouvernementale (allemand : Regiebetrieb) (1923/1925), Worms Hbf appartenait au chemin de fer gouvernemental exploité par la puissance occupante française. Lorsque la situation entre le Reich allemand et la puissance occupante s'est apaisée au cours de l'année 1924, Worms Hbf était l'une des rares gares de la zone occupée où la Deutsche Reichsbahn était autorisée à ouvrir un guichet et à vendre des billets de correspondance pour les voyageurs se rendant à la zone inoccupée. Le 28 octobre 1933, le réseau téléphonique des chemins de fer allemands (allemand : Bahnselbstanschlussanlage (BASA)) est mis en service dans la gare, ce qui élimine la commutation manuelle des appels téléphoniques.
La Seconde Guerre mondiale a causé des dommages considérables à la gare centrale de Worms. Ce n'est qu'à la mi-1945 que les trains réguliers ont repris. Ce n'est que vers 1950 que le trafic ferroviaire à Worms est revenu à la normale.
En 1949, après que davantage de stations et de points d'arrêt aient atteint Worms par le biais d'incorporations, la station précédemment connue sous Worms a été renommée Worms Hauptbahnhof.

## Service des voyageurs

### Accueil

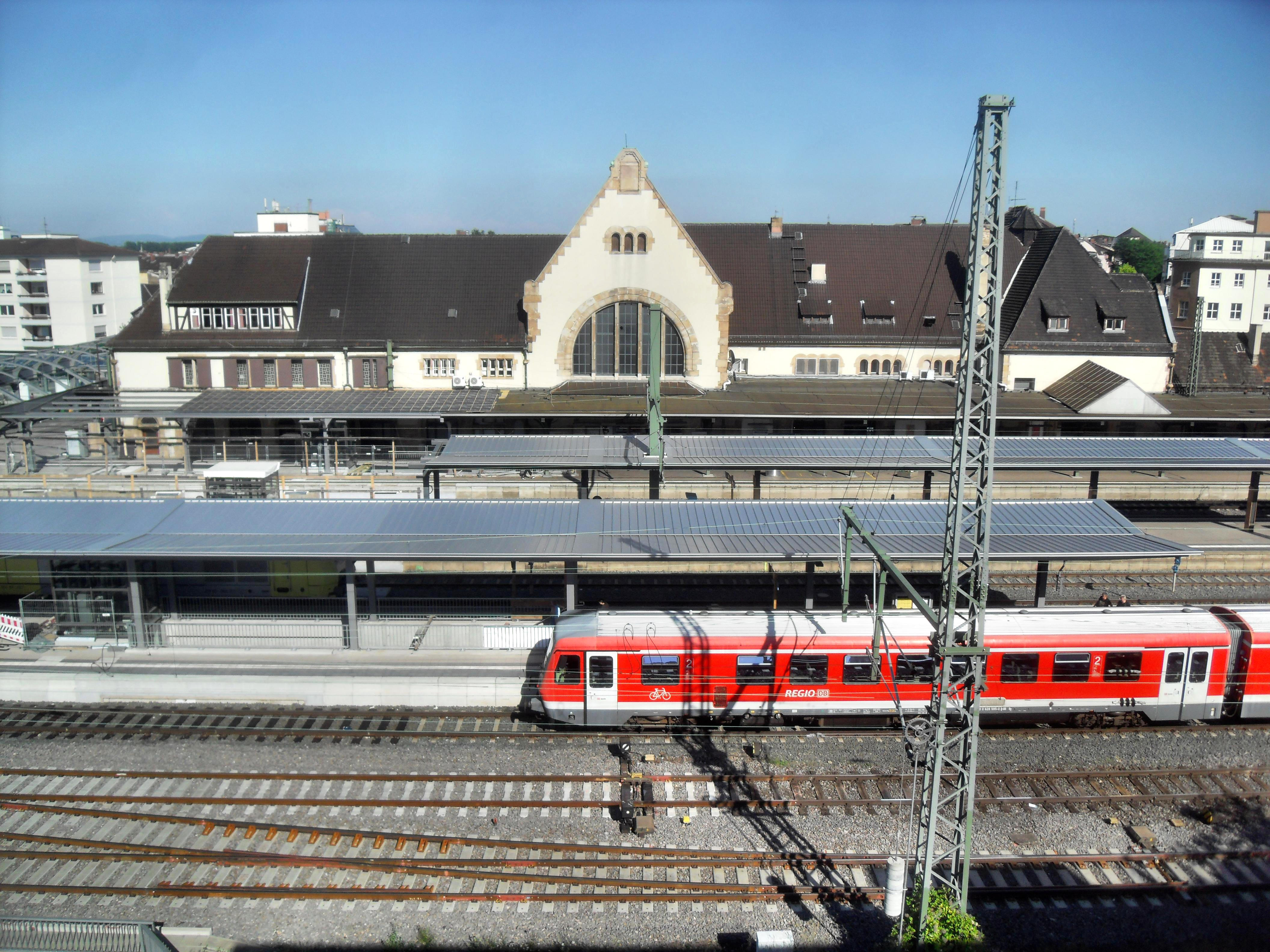
Vue sur les quais des voies 1 à 5 jusqu'au bâtiment d'entrée.

Le bâtiment d'entrée classé abrite un centre de voyage DB, une boulangerie, un marchand de journaux, un fast-food, un commissariat de la police fédérale et, depuis la rénovation de la gare à l'été 2010, des toilettes publiques sur le quai des voies 1 et 8, mais qui a été fermé en 2020.
Il y a quatre quais avec un total de huit voies dans deux parties de la gare : À l'ouest du bâtiment d'entrée se trouve la gare de passage de la ligne principale Mainz-Mannheim avec trois quais et les voies de quai 1 à 5 ; au nord se trouve une gare en cul-de-sac connue sous le nom de gare de Bensheim avec les voies de quai 8, 9 et 11.
Entre 2007 et 2010, la gare a été rendue accessible aux personnes handicapées et en décembre 2007, le centre de voyage a été repensé. Tous les quais qui n'étaient auparavant accessibles que par des escaliers peuvent désormais également être atteints par des ascenseurs. Dans le cadre de cette transformation, le parvis de la gare ouest a également été rendu accessible aux personnes à mobilité réduite. Depuis septembre 2010, le parvis de la gare Est a été entièrement repensé. L'ancienne gare routière a été démolie et le site vacant a été réaménagé.

### Desserte
Cinq trains longue distance s'arrêtent à la gare centrale de Worms en 2017 : Un Intercity-Express, deux EuroCitys et deux Intercitys, la plupart des trains longue distance entre Mayence et Mannheim, en revanche, passent par la gare sans s'arrêter. Depuis des années, les politiciens locaux réclament une meilleure connexion longue distance entre la gare centrale de Worms et le réseau longue distance DB (de), mais la mise en œuvre réelle est incertaine.

Desserte
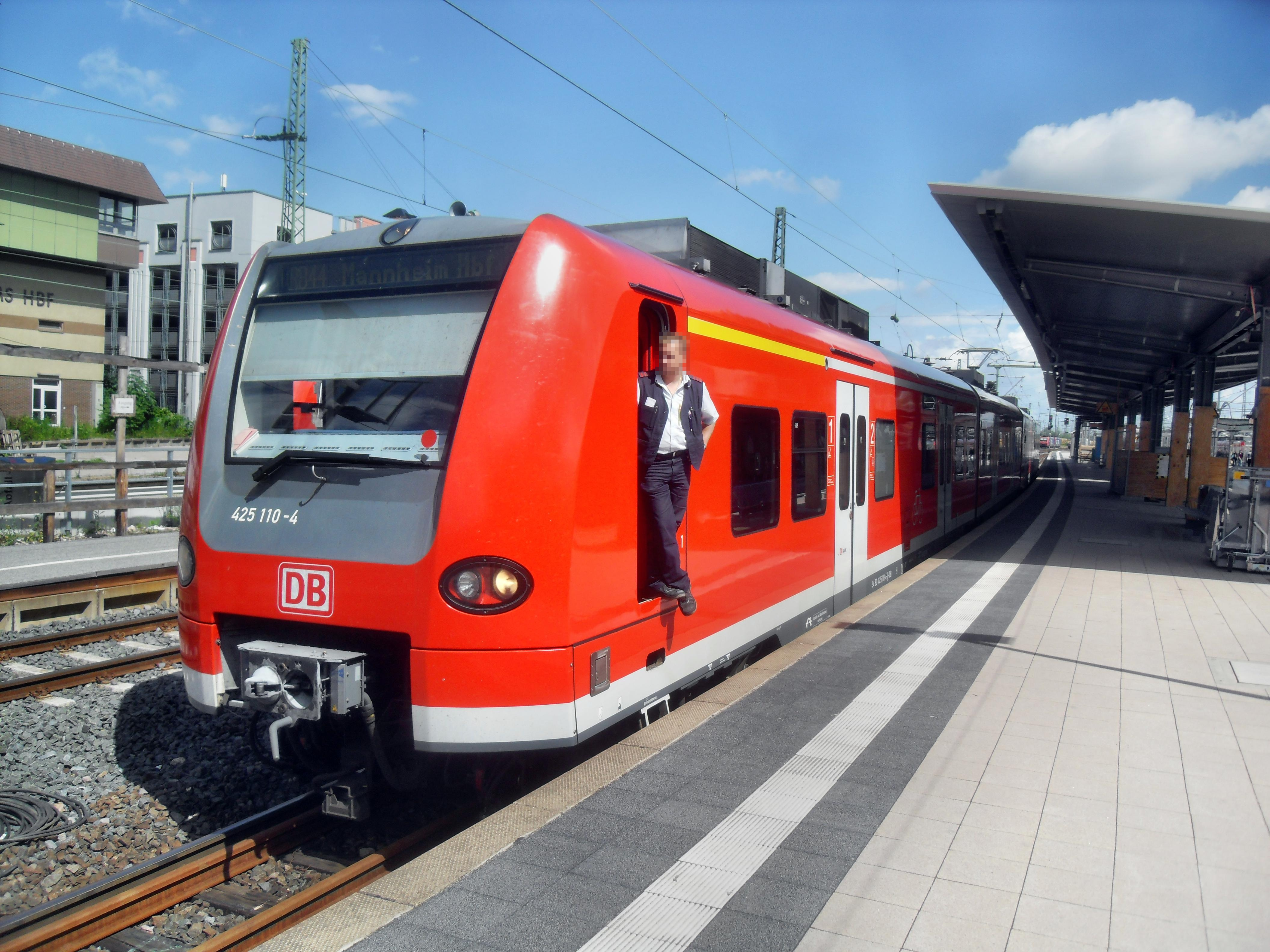
RB 44 avec autorails DB-Baureihe 425 (1999) (de).
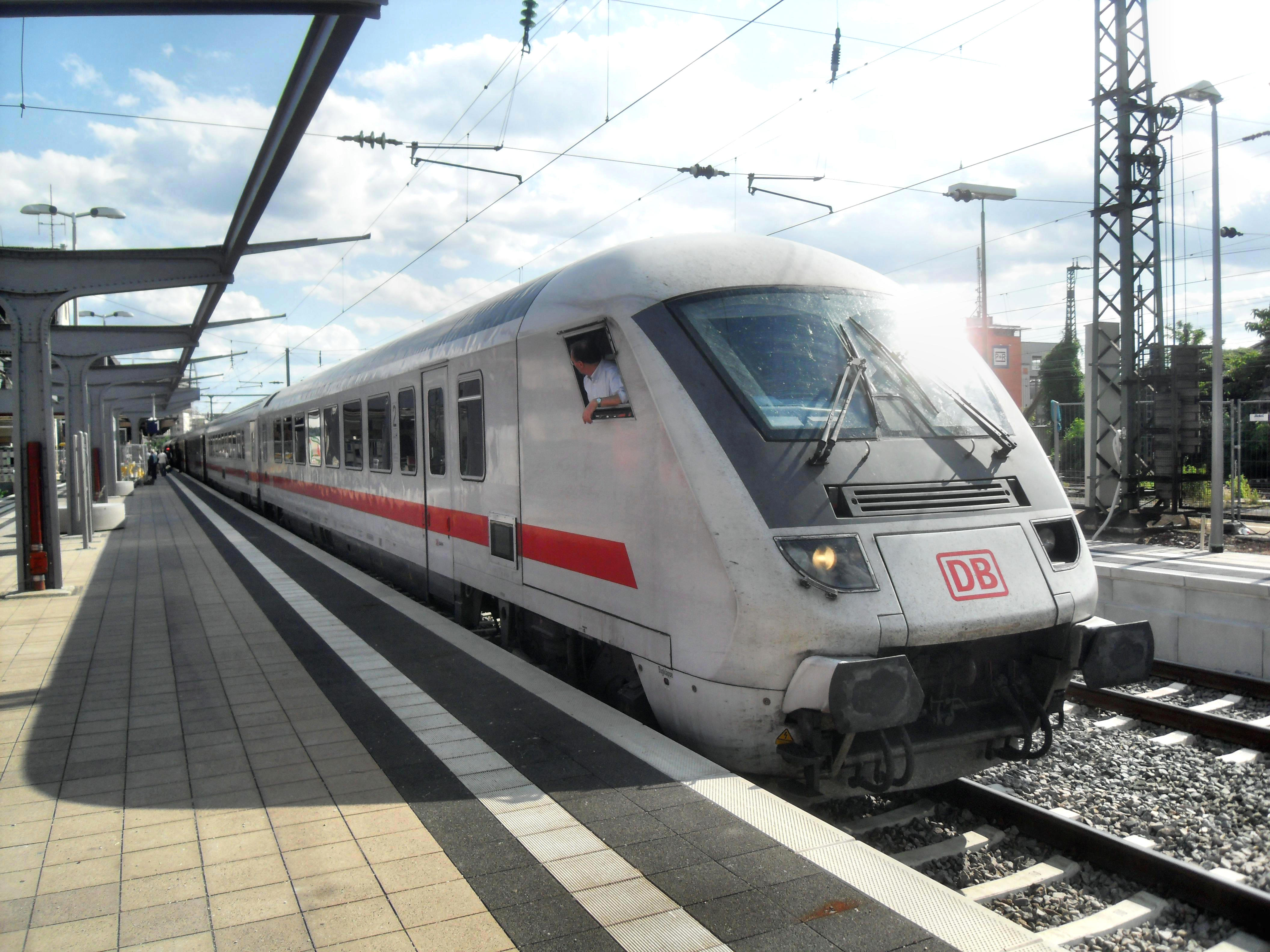
EuroCity.
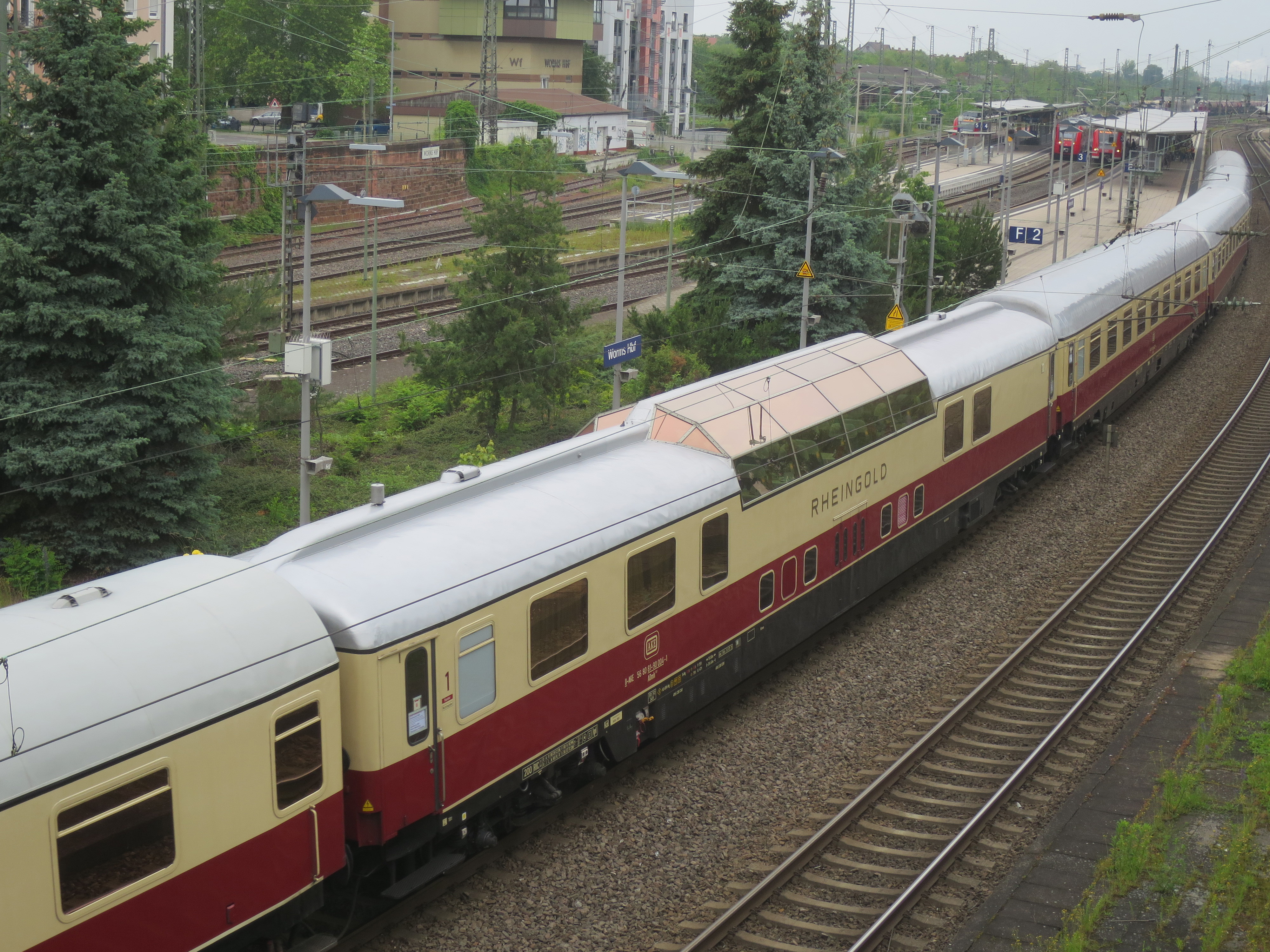
TEE Rheingold.

### Intermodalité

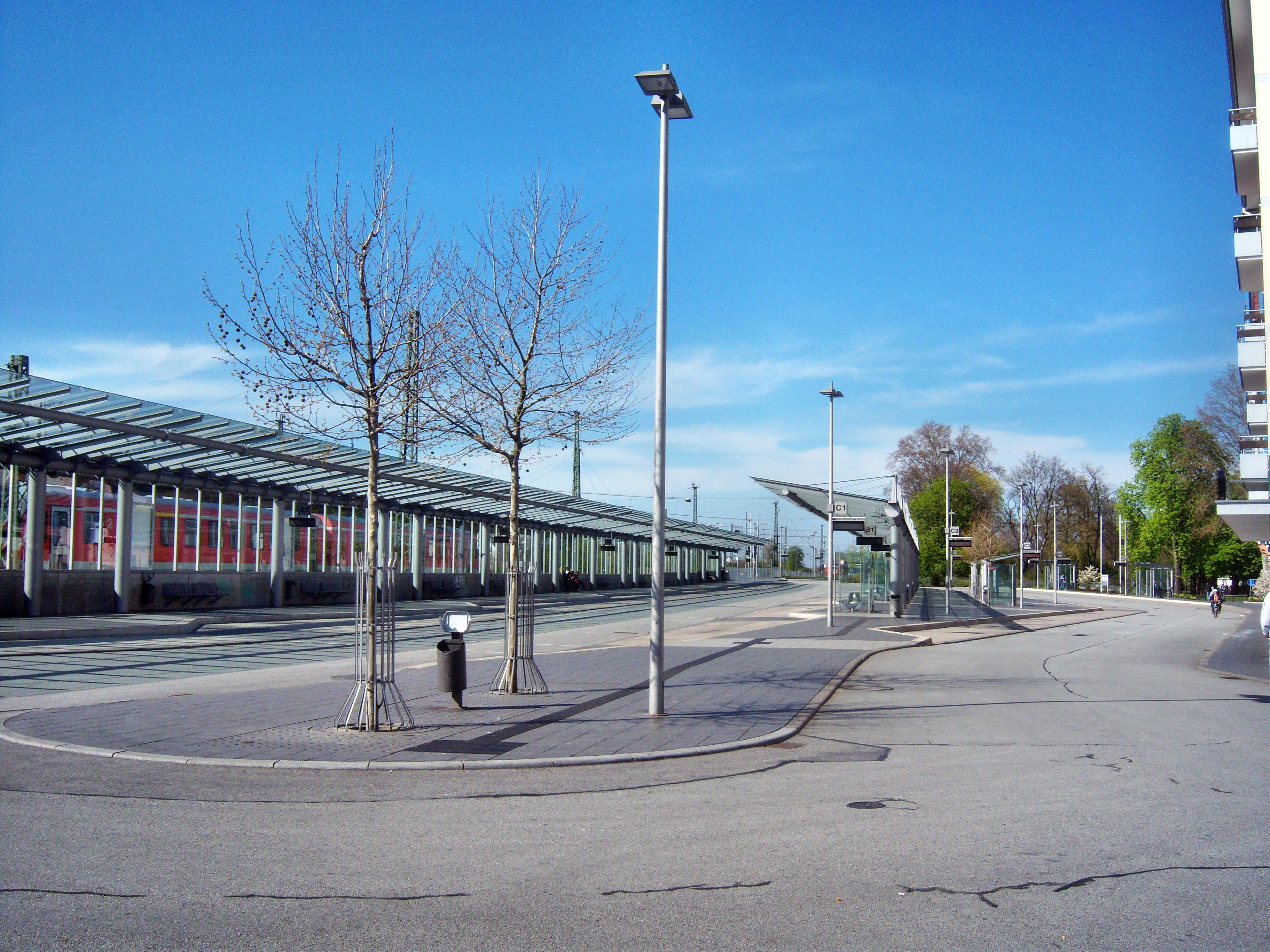
Gare routière de Worms, à côté de la gare centrale de Worms

La gare routière, construite en 2003, est située directement à l'est de la gare centrale de Worms. Il y a plusieurs lignes qui circulent dans Worms (401 à 410). Il existe également des connexions vers la zone Worms (431, 432, 434, 435).
Il y a aussi une station de taxis en face de l'entrée principale est.

## Gare de Marchandises
La gare de marchandises, où les trains de marchandises sont rassemblés sur de nombreuses voies, est directement adjacente à la gare centrale de Worms au nord.

## Poste d'aiguillage
Le poste d'aifuillage se trouve depuis 1985 dans un bâtiment à côté sud du parking (silo parc relais). La ligne Mayence-Mannheim entre les gares d'Oppenheim et de Bobenheim est contrôlée à partir d'ici : points de manœuvre, signalisation de bloc et passages à niveau. Ce poste contrôle aussi trois passages à niveau et est la ligne Worms-Bingen jusqu'à l'arrêt Worms-Pfeddersheim et la ligne du Riedbahn jusqu'à Hofheim (Ried).